# 이가이
이가이(본명: 이경희, 1968년 7월 19일 ~ )는 대한민국의 여성 3인조 그룹 세또래와 세또래에서 파생된 2인조 댄스 듀오 탐탐, 5인조 댄스 그룹 베이비복스의 구성원이었다. 1987년에 안양예술고등학교를 졸업하였다. 그리고  동국대학교 연극영화과를 졸업하고  3개의 그룹활동 이후에는 어디서 무엇을 하는지 모르는 멤버다.

## 학력
- 안양예술고등학교 (졸업)
- 동국대학교 연극영화과 (졸업)

## 음반

### 세또래
1988년에 있었던 한국의 3인조 여성가수. 이희정, 우윤아, 김정임이 멤버였다.
- 1집 《그대를 사랑해》  -  1988 한국음반
- 2집 《SETORAE》  -  1989 한국음반

### 탐탐
멤버 김정임의 이민으로 인해 세또래에서 탈퇴, 남은 두 멤버가 이지수, 강현지라는 이름으로 개명하여 활동했다.
소속사를 가수 김창남이 소속된 시티뮤직으로 옮겼다.
- 1집 《TAMTAM》  -  1991 도레미레코드사

### 솔로
가요계에 데뷔하기 전, 영화 '우뢰매' 시리즈로 인기를 날렸던 우윤아가 개인사정으로 탐탐에서 탈퇴하며, 탐탐이 해체되었고
이희정은 베이비복스 소속사였던 DR뮤직에 픽업되어 2장의 솔로앨범을 냈다. 2집의 타이틀곡 '너를 보내며'는 동료가수 강수지가 가사를 썼다.
- 1집 《이지수 vol.1 날 잊었을 그대에게》  -  1993 아세아레코드
- 2집 《너를 보내며...》  -  1994 아세아레코드

### 베이비복스
베이비복스 2집 PR영상에 따르면, 이가이는 키보드와 피아노를 맡았으며 실제로 PR영상에서 피아노를 열심히 쳤다고 한다. 탈퇴 사유는 팬들의 요구에 의한 것이었으며 나머지 멤버들과 상당한 괴리감이 생길 정도의 노안임에도 불구하고 선글라스로 이를 가리려고 했던 점과 굉장한 나이에도 불구하고 팬들에게 어리광을 부리는 모습이 어울리지 않은 탓에 팬들이 이가이의 탈퇴를 요구했다.
이가이가 탈퇴한 그 자리에는 윤은혜가 새로 영입되었다.
- 2집 BABY VOX II -  1998 가람미디어

## 기타
베이비복스 기준으로 보면 이가이는 여타의 멤버들과는 비교를 불허할 정도의 고령자인데 이렇게 극단적으로 나이 차가 심하다고 해서 아이돌 활동을 할 수 없는 것은 아니다. 문제는 이가이가 저 고령임에도 불구하고 어린 척을 한 것이 팬들에게 밉보인 이유였다. 다른 아이돌의 경우 G.O.D의 경우 박준형은 이가이와 고작 1살 밖에 차이가 안 나며 여타의 멤버들과 13살 이상의 차이가 나는데도 불구하고 팬들이 박준형도 다른 멤버들과 동일하게 좋아했으며 애프터스쿨 역시 가희와 다른 멤버들이 12살 이상 차이가 나는데도 불구하고 팬들이 가희 역시 다른 멤버들과 동일하게 좋아했는데 박준형은 본인의 있는 모습 그대로 보여줘 인기를 얻었으며 가희는 그 많은 나이가 전부 백 댄서 경력이라는 것을 팬들이 알기 때문에 팬들은 가희를 밉보긴커녕 되려 존경했다.